# Rückfederungskompensation
Die Rückfederungskompensation ist der Ausgleich der Rückfederung, die beim maßgenauen Biegen eines Werkstücks mitberücksichtigt werden muss.

## Methodisches Vorgehen
Bei der plastisch-elastischen Umformung eines Werkstücks kommt es am Abschluss eines Biegeprozesses zu einer Rückfederung.
Um maßgenaue Biegeteile zu erhalten, muss die elastische Rückfederung kompensiert werden. Dies geschieht für gewöhnlich, indem das Material um den Winkel der Rückfederung überbogen wird.
Für den Biegeprozess bedeutet das in der praktischen Umsetzung für einfache Werkzeuge, dass der Biegestempel tiefer in das Biegeprisma einfährt.
Die Rückfederung muss bei komplexen Werkzeugen bereits in der Konstruktionsphase berücksichtigt werden. Zu diesem Zweck werden komplexe Softwaresimulationen durchgeführt.
Häufig reichen dieses jedoch nicht aus, um in der Praxis die gewünschten Ergebnisse zu liefern. Ist dies der Fall werden Versuche durchgeführt und mit Hilfe eines Soll-Ist-Abgleichs die Werkzeuge nachgebessert.
Die Ergebnisse (Werkstücke) sind allerdings nur dann immer gleicher Art, wenn alle bestimmenden Einflussfaktoren dieselben bleiben. (ETH Zürich, S. 67)
Dazu gehören vor allem:
- Chemische Zusammensetzung
- Struktur des Materials (z. B. Walzrichtung bei der Herstellung)
- Verschleiß des Werkzeugs
- Materialtemperatur
- Alterungsprozesse des Rohmaterials (z. B. signifikant bei Aluminium und Kupfer)
- Umformgeschwindigkeit

Dies Auflistung der Faktoren lässt sich fortführen.

## Praktisches Beispiel: Elektronische Biegewerkzeuge mit Rückfederungskompensation

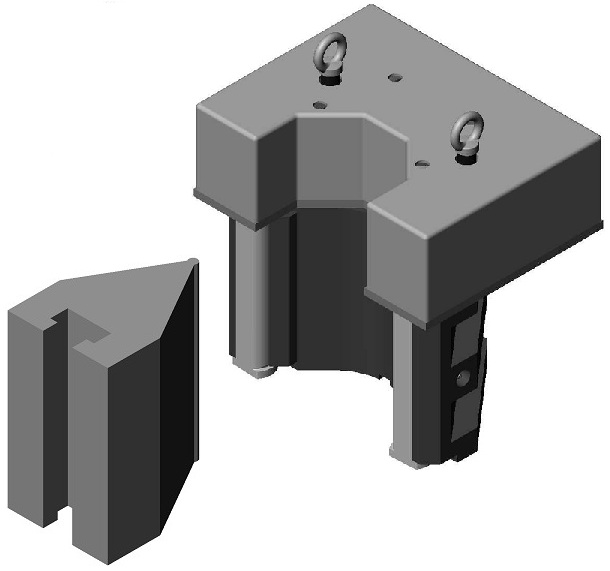
Elektronische Biegewerkzeuge mit Rückfederungskompensation

In der Elektroindustrie (Starkstromtechnik, Schaltschrankbau) werden insbesondere Flachmaterialien aus Kupfer und Aluminium verarbeitet.
Die Eigenschaften dieser Materialien variieren von Charge zu Charge maßgebend.
Dieter Ehrt entwickelte bereits in den 60er Jahren das Biegeverfahrens mit Rückfederungskompensation für Flachmaterialien,
womit eine hohe Biegegenauigkeit bei Flachmaterialien möglich wurde.
In Biegeprismen mit elektronischer Winkelmessung verdrehen sich beim Biegen zwei abgeflachte Bolzen.
Die Verdrehung der Bolzen wird von Drehgebern unmittelbar aufgenommen.
Aus den Messwerten berechnet dann der Computer die erforderliche Nachbiegung.
Unabhängig von den Eigenschaften des Materials wird die Rückfederung so kompensiert.
Beträgt die Messgenauigkeit der Drehgeber 0,1°, wird schon beim ersten Werkstück eine hohe Winkelgenauigkeit von ±0,2° ohne Nacharbeit erreicht.
Der häufig übliche Ausschuss beim Einrichten von Maschinen entfällt. Qualitätsschwankungen beim Material während der Produktion haben keinen Einfluss mehr auf die Genauigkeit.